# Highwood (Illinois)
Highwood város az USA Illinois államában, Lake megyében. Lakosainak száma 5074 fő (2020. április 1.).

## Népesség
A település népességének változása:

| 2010 | 5 405 |
| 2020 | 5 074 |